# Limbu
Limbu (eget namn: ᤕᤠᤰᤌᤢᤱ ᤐᤠᤴ yakthuṅ pan) är ett tibetoburmanskt språk som talas av ca 300 000 personer i Nepal och Indien. Språket anses vara hotat. Så gott som alla limbutalare är tvåspråkiga och behärskar också nepalesiska.

Enligt Nepals grundlag definieras limbu som ett nationalspråk som alla andra naturliga språk också. I Sikkim, Indien har språket ingen officiell status utan det är ett så kallat tillägsspråk som kan studeras i skolor.
Namnet limbu är en exonym av okänt ursprung. Limbu-folket själva kallar sig för yakthungba och sitt språk för yakthung pān.
Limbu har ett eget skriftsystem med samma namn men kan också skrivas med devanāgarī. Fler limbur tenderar dock att vara läs- och skrivkunniga på nepalesiska än på limbu.

## Skriftsystem
Liksom andra skriftsystem i Brāhmī-familjen så är limbu en abugida vilket innebär att varje konsonant har en medföljande vokal (i det här fallet [ɔ]). Vokalen kan ändras eller avlägsnas genom att konsonanten förses med diakritiska tecken. 
Till skillnad från många andra brāhmī-baserade skriftsystem så har limbu inga fristående vokaltecken. Istället används en speciell ljudlös bokstav i kombination med de diakritiska vokaltecknen. Långa vokaler markeras med ytterligare ett diakritiskt tecken kallat kemphreng.

### Vokaler
| Kort | IAST | IPA  | Lång | IAST | IPA  |
| ---- | ---- | ---- | ---- | ---- | ---- |
| ᤀ    | a    | [ɔ]  | ᤀ᤺    | ā    | [ɔ:] |
| ᤀᤠ    | aa   | [a]  | ᤀᤠ᤺    | āā   | [a:] |
| ᤀᤡ    | i    | [i]  | ᤀᤡ᤺    | ī    | [i:] |
| ᤀᤢ    | u    | [u]  | ᤀᤢ᤺    | ū    | [u:] |
| ᤀᤧ    | e    | [ɛ]  | ᤀᤧ᤺    | ē    | [ɛ:] |
| ᤀᤣ    | ee   | [e]  | ᤀ᤺ᤣ    | ēē   | [e:] |
| ᤀᤨ    | o    | [ɔ]  | ᤀᤨ᤺    | ō    | [ɔ:] |
| ᤀᤥ    | oo   | [o]  | ᤀ᤺ᤥ    | ōō   | [o:] |
| ᤀᤤ    | ai   | [ai] |      |      |      |
| ᤀᤦ    | au   | [au] |      |      |      |

### Konsonanter
| Tecken | IAST | IPA | Tecken | IAST | IPA  | Tecken | IAST | IPA | Tecken | IAST | IPA  | Tecken | IAST | IPA |
| ------ | ---- | --- | ------ | ---- | ---- | ------ | ---- | --- | ------ | ---- | ---- | ------ | ---- | --- |
| ᤁ      | k    | [k] | ᤂ      | kh   | [kʰ] | ᤃ      | g    | [g] | ᤄ      | gh   | [gʱ] | ᤅ      | ṅ    | [ŋ] |
| ᤆ      | c    | [c] | ᤇ      | ch   | [cʰ] | ᤈ      | j    | [ɟ] | ᤉ      | jh   | [ɟʱ] | ᤊ      | ñ    | [ɲ] |
| ᤋ      | t    | [t̪] | ᤌ      | th   | [t̪ʰ] | ᤍ      | d    | [d̪] | ᤎ      | dh   | [d̪ʱ] | ᤏ      | n    | [n̪] |
| ᤐ      | p    | [p] | ᤑ      | ph   | [pʰ] | ᤒ      | b    | [b] | ᤓ      | bh   | [bʱ] | ᤔ      | m    | [m] |
| ᤕ      | y    | [j] | ᤖ      | r    | [r]  | ᤗ      | l    | [l] | ᤘ      | w    | [w]  |        |      |     |
| ᤙ      | ś    | [ʃ] | ᤚ      | ṣ    | [ʂ]  | ᤛ      | s    | [s] | ᤜ      | h    | [h]  |        |      |     |

På grund av sin rikare stavelsestruktur så använder sig limbu också av en mängd andra diakritiska tecken för att markera initiala konsonantkluster och finala konsonanter. Stavelser med både lång vokal och final konsonant kan skrivas på två olika sätt. Den mest naturliga är att kombinera samtliga de diakritiska tecken som behövs: för vokalkvalité, vokallängd samt final konsonant. Det andra är att den finala konsonanten skrivs med en vanlig bokstav som om den vore en egen stavelse och därefter förses med ett diakritiskt tecken som både markerar att den medföljande vokalen ska avlägsnas samt att den föregående vokalen ska förlängas.

#### Initiala konsonantkluster
| Tecken | IAST | IPA   | Tecken | IAST | IPA   | Tecken | IAST | IPA   |
| ------ | ---- | ----- | ------ | ---- | ----- | ------ | ---- | ----- |
| ᤁᤩ      | kya  | [kjɔ] | ᤁᤪ      | kra  | [krɔ] | ᤁᤫ      | kwa  | [kwɔ] |

#### Finala konsonanter
| Kort | IAST | IPA   | Lång 1 | Lång 2 | IAST | IPA    |
| ---- | ---- | ----- | ------ | ------ | ---- | ------ |
| ᤁᤰ    | kak  | [kɔk] | ᤁ᤺ᤰ      | ᤁᤁ᤻     | kāk  | [kɔ:k] |
| ᤁᤱ    | kaṅ  | [kɔŋ] | ᤁ᤺ᤱ      | ᤁᤅ᤻     | kāṅ  | [kɔ:ŋ] |
| ᤁᤳ    | kat  | [kɔt] | ᤁ᤺ᤳ      | ᤁᤋ᤻     | kāt  | [kɔ:t] |
| ᤁᤴ    | kan  | [kɔn] | ᤁ᤺ᤴ      | ᤁᤏ᤻     | kān  | [kɔ:n] |
| ᤁᤵ    | kap  | [kɔp] | ᤁ᤺ᤵ      | ᤁᤐ᤻     | kāp  | [kɔ:p] |
| ᤁᤶ    | kam  | [kɔm] | ᤁ᤺ᤶ      | ᤁᤔ᤻     | kām  | [kɔ:m] |
| ᤁᤷ    | kar  | [kɔr] | ᤁ᤺ᤷ      | ᤁᤖ᤻     | kār  | [kɔ:r] |
| ᤁᤸ    | kal  | [kɔl] | ᤁ᤺ᤸ      | ᤁᤗ᤻     | kāl  | [kɔ:l] |